# Wilebaldo Solano
Wilebaldo Solano Alonso (Burgos, 7 luglio 1916 – Barcellona, 7 settembre 2010) è stato un politico spagnolo. Fu un attivista comunista durante gli anni della Guerra civile spagnola; militò nella organizzazione giovanile del Partito Operaio di Unificazione Marxista (Partido Obrero de Unificación Marxista, "POUM"), la Juventud Comunista Libertaria.
In gioventù studiò a Barcellona e si unì al Blocco Operaio e Contadino (Bloc Obrer i Camperol, "BOC"), in cui collaborò con Joaquín Maurín al giornale Adelante. In seguito alla fusione del BOC con la Sinistra Comunista di Spagna (Izquierda Comunista de España, "ICE"), entrò nel POUM, di cui divenne segretario della organizzazione giovanile.
Durante gli anni della guerra civile, fu attivo a Barcellona. Dopo le Giornate di Maggio, venne arrestato insieme ad altri militanti del POUM (tra cui Andrés Nin), ma non venne processato a causa della caduta della città nelle mani delle milizie franchiste.
In seguito, riuscì a fuggire in Francia, dove però venne nuovamente arrestato nel 1941 e detenuto nella Repubblica di Vichy. Riuscito a fuggire nel 1944, si unì alla resistenza Maquis.
Dopo la guerra, contribuì alla rifondazione del giornale La Battalla a Parigi, finché nel 1947, dopo un viaggio segreto nella Catalogna, venne eletto segretario del POUM in esilio.
Durante gli anni settanta, si oppose alla dissoluzione del POUM e al suo confluire nel PSOE.
Negli anni ottanta, fondò insieme ad altri la Fundació Andreu Nin.